# Michael Kunz
Michael Kunz (* 15. Oktober 1958 in Leverkusen) ist ein deutscher Sport-, Bewegungs- und Rehabilitationswissenschaftler und lehrt als Professor für Präventionsmanagement und Gesundheitsförderung an der Hochschule für angewandte Wissenschaften Bamberg – Private Hochschule für Gesundheit. Darüber hinaus ist er Berater und Geschäftsführer im Rehabilitations-, Bildungs- und Therapiesektor.

## Leben
Michael Kunz legte sein Abitur 1979 in Leverkusen am Carl-Duisberg-Gymnasium ab. Nach seiner Dienstzeit begann er im Jahr 1981 ein Studium der Sportwissenschaften an der Sporthochschule Köln. Hier verfasste er seine Diplom-Arbeit 1985 am Institut für Sportmedizin und beendete das Studium mit dem Abschluss Diplom-Sportwissenschafter/Sportlehrer. Während des Studiums absolvierte er darüber hinaus noch eine therapeutische Ausbildung an der Orthopädischen Universitätsklinik in Köln. Im Anschluss an das Diplomstudium studierte er im Rahmen seines Promotionsaufbaustudiums von 1985 bis 1988 Trainingslehre und Rehabilitationswissenschaft an der Deutschen Sporthochschule Köln. Hier promovierte er im nachfolgenden Promotionsstudium im Jahr 1997 zum Dr. der Sportwissenschaften.
Seit 1988 war er – neben seinen diversen Tätigkeiten in Therapie und Rehabilitation – im Bildungsbereich tätig. Im Jahr 2005 wurde Kunz zum Professor berufen; von 2005 bis 2008 war er Studiengangsleiter an der Fachhochschule Schloss Hohenfels in Coburg.  seit 2009 war er Lehrbeauftragter der Fachhochschule Schloss Hohenfels bzw. der Hochschule für angewandte Wissenschaften Bamberg – Private Hochschule für Gesundheit und seit 2012 an der Hochschule Fresenius in Köln. Anfang 2012 wurde Kunz erneut zum Professor für Gesundheitswissenschaften an der Fachhochschule des Mittelstand - FHM berufen. Neben seinen Hochschultätigkeiten arbeitet Kunz geschäftsführend in diversen Unternehmen im Gesundheits- und Bildungssektor.
1993 gründete er im Rahmen der Geschäftsführung einer ambulanten Rehabilitationseinrichtung eine Weiterbildungseinrichtung in Engelskirchen für medizinische und gesundheitsorientierte Professionen, in der Lehrgänge mit medizinisch-therapeutischen und trainingswissenschaftlichen Inhalten angeboten und durchgeführt wurden. Dieser Unternehmensteilbereich wurde 2004 in die Fortbildungsakademie Engelskirchen überführt. Sein Hauptaugenmerk im Weiterbildungssektor lag dabei anfangs in der Entwicklung und Durchführung von indikationsspezifischen Analyse- und Trainingsprogrammen. Das bis heute für relevante Kostenträger im Gesundheitswesen gültige Weiterbildungscurriculum des sogenannten MAT/MTT („Medizinisches Aufbautraining/Medizinische Trainingstherapie“) wurde maßgeblich von ihm mit entwickelt. Im Jahr 2012 sind alle Lehrgänge der Rehabilitations- und Fortbildungseinrichtung für die berufliche Weiterbildung nach AZWV durch die CERTQUA sowohl inhaltlich-, als auch trägerzertifiziert worden. In den über zwei Jahrzehnten hat Michael Kunz in den durchgeführten Lehrgängen mehrere tausend Lehrgangsteilnehmende national und international unterrichtet. Seine fachliche Kompetenz in der Durchführung von Trainingsprogrammen unter Indikationsbezug bzw. bei Funktionsbeeinträchtigungen hat ihn auch international bekannt gemacht. So waren beispielsweise mehrmals chinesische Delegationen aus den Bereichen Training, Therapie und Rehabilitation im Hochleistungssport zu spezifischen Weiterbildungen bei ihm Deutschland, so unter anderem in Vorbereitung auf die olympischen Spiele in Peking 2008. Von 1994 bis 2000 war er therapeutischer Leiter der Olympiastützpunkte Köln, Bonn und Leverkusen. Seine fachliche Expertise ist breit und bezieht sich auf alle motorischen Hauptbeanspruchungsformen; im Bereich „Kraft“ liegt jedoch sein Schwerpunkt, in dem er anerkannte Expertenexpertise besitzt. Von 2011 bis 2016 unterrichtete er darüber hinaus als Referent im Bereich Rehabilitationssport beim Behinderten- und Rehabiitatiossportverband Nordrhein-Westfalen e.V. (BRSNW).
Kunz war langjährig als Gutachter tätig, beispielsweise quantitativen Entwicklung muskuloskeletaler Rehabilitation in NRW (2007) oder Bewertung ambulanter Rehabilitationsergebnisse in Gelsenkirchen (2009). 

## Forschung
Seit 1985 war Kunz in diversen Forschungsbereichen tätig. Schwerpunkte waren in den ersten Jahren Forschungsfragen zu physiologischen und adaptiven Veränderungen in leistungs- und indikationsbezogenen Trainings- und Beanspruchungsprozessen. Seit Ende der 1990er Jahre rückte zunehmend Versorgungsforschung in Therapie und Rehabilitation in den Vordergrund. In diversen Auftragsforschungsfragen ging er hier insbesondere Therapie- und Rehabilitationsbedarfsfragen nach.
Kunz hat zwei Monographien verfasst und zahlreiche Beiträge und Artikel in Fachzeitschriften geschrieben und veröffentlicht. Darüber hinaus besitzt er ein Patent im Bereich der Medizintechnik. Seit 1997 ist er im therapeutischen Beirat der Fachzeitschrift „Physikalische Therapie“.